# Puiseux-en-France
Puiseux-en-France is een gemeente in het Franse departement Val-d'Oise (regio Île-de-France) en telt 3395 inwoners (2005). De plaats maakt deel uit van het arrondissement Sarcelles.

## Geografie
De oppervlakte van Puiseux-en-France bedraagt 5,1 km², de bevolkingsdichtheid is 665,7 inwoners per km².
De onderstaande kaart toont de ligging van Puiseux-en-France met de belangrijkste infrastructuur en aangrenzende gemeenten.

## Demografie
Onderstaande figuur toont het verloop van het inwonertal (bron: INSEE-tellingen).